# Dominicus (Presbyter)
Dominicus lebte im 9. Jahrhundert, war Kleriker, Notar des Königs Ludwig des Deutschen und erster namentlich bekannter christlicher Missionar im ostfränkischen Fürstentum Moosburg am Hof des Fürsten. Seine Herkunft ist nicht klar, wahrscheinlich war Dominicus Ostfranke. Aufgrund seines Kirchenbaues im heutigen Pilgersdorf gilt die Ortschaft als älteste urkundlich bekannte Gemeinde des Burgenlandes.

## Notar am Hof Ludwigs des Deutschen

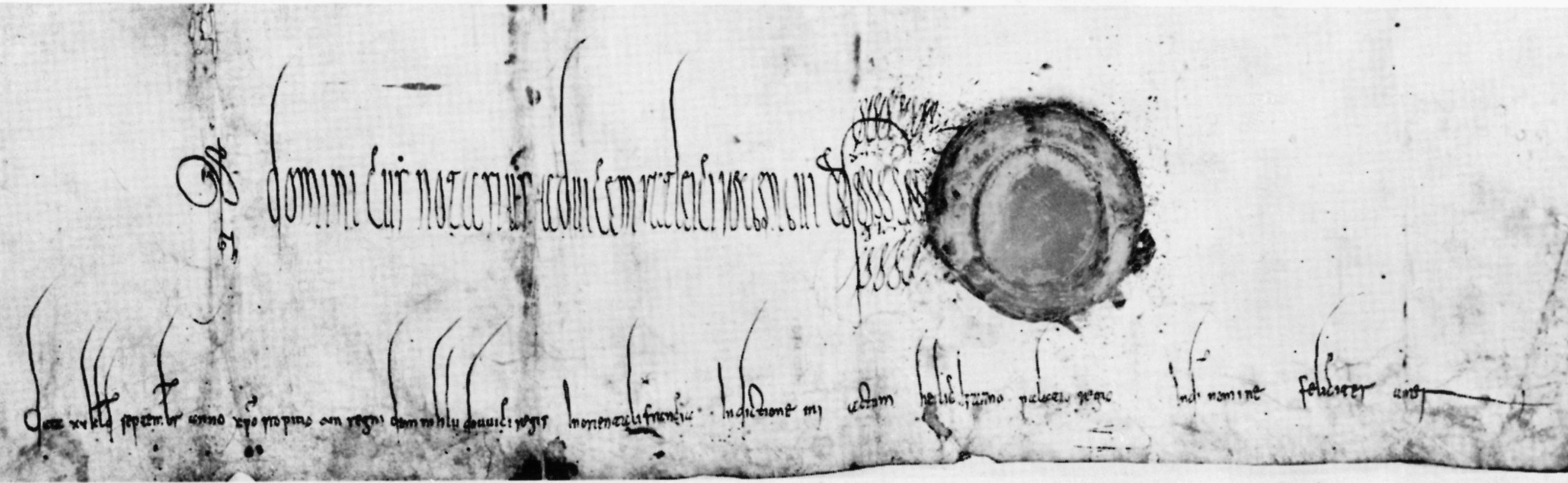
Urkunde des Notars Dominicus („dominicus notarius“) vom 18. August 841.

837 war Dominicus Schriftgelehrter des Erzkapellans Ludwigs des Deutschen und Regensburger Bischofs Baturich. Nach dem Tod des fränkischen Königs Ludwig dem Frommen wurde die königliche Kanzlei neu organisiert. Abt Ratleich von Seligenstadt  wurde neuer Oberkanzler und brachte Dominicus wahrscheinlich mit in die Kanzlei. In einer Urkunde vom 10. Dezember 840 ist Dominicus erstmals als Notar des bairischen Königs Ludwig des Deutschen nachweisbar. Die Charakteristik seiner Schrift weist ihn – zumindest mittelbar – als Angehörigen der Schreibschule der Abtei Saint-Martin de Tours aus.

## Missionar im Moosburger Fürstentum
Ab ungefähr 844 war Dominicus am Hofe des Moosburger Fürsten Pribina als Priester tätig, wo er vorerst Pribina nach Eigenkirchenrecht unterstand. Die christliche Mission des Gebietes unterstand der Erzdiözese Salzburg. Der Salzburger Bischof Liupram setzte 836 für die Missionsangelegenheiten den Chorbischof Osbald mit Zuständigkeit für die Gebiete Karantanien und Pannonien ein. Osbald ist höchstwahrscheinlich auch auf der Moosburg, beispielsweise als Erbauer der Moosburger Johanneskirche, tätig gewesen. Dominicus, der in missionarischer Hinsicht, zumindest formal Osbald unterstand, entstammte hingegen dem Bistum Regensburg. Darüber kam es daraufhin zum Streit zwischen Pribina und dem Salzburger Bischof Liupram der bis 850 andauerte. In diesem Jahr schlossen Pribina und der Erzbischof einen Vertrag, in dem Liupram dem Dominicus die Erlaubnis zur Messfeier erteilte und damit dessen bisherige Tätigkeit anerkannte. Hierzu musste Dominicus ein „Entlassungsschreiben“ der Diözese Regensburg vorweisen und wurde in die Jurisdiktion der Salzburger Kirche übernommen. Er wirkte bis zu seinem Tod als Missionar der Slawen des Moosburger Fürstentums. In dieser Funktion wurde der Gelehrte Swarnagel aus der Diözese Salzburg sein Nachfolger.

## Gutsbesitzer bei Brunnaron
Am 15. September 844, zur Zeit als Dominicus an den Hof Pribinas kam, bekam er von König Ludwig dem Deutschen, auf Bitte Bischofs Baturich und der Grafen Pabo (dux von Karantanien) und Werner, aus dem (usurpierten) Besitz des Klerikers Ratpero, Güter zu Brunnaron zur Kolonisation überlassen. Die Güter befanden sich an der Grenze der Donaugrafschaft des ostmärkischen Präfekten Ratpot und der Grafschaft Steinamanger Rihheris am Zöbernbach. Dieses Schenkungsdokument ist die erste und einzige überlieferte urkundliche Nennung der Grafschaft Steinamanger unter dem Grafen Rihheri.
Dominicus erbaute hier über dem römischen Friedhof die steinerne Kirche „Ecclesia Minigonis“ (Kirche des Dominicus). Die Überreste einer 1975 beim Abriss einer Schule in der burgenländischen Gemeinde Pilgersdorf gefundenen karolingerzeitlichen Kirche werden mit dem Kirchenbau des Dominicus gleichgesetzt. Pilgersdorf gilt aufgrund der Schenkung und des Kirchenbaus Dominicus‘ als älteste urkundlich bekannte Gemeinde des Burgenlandes.